# Сезонний афективний розлад
Сезонний афективний розлад, САР (англ. seasonal affective disorder, SAD), також «сезонна депресія» (seasonal depression), «зимова депресія» (winter depression, winter blues), також «весняна млявість» (springtime lethargy) та «літня депресія» (summer depression) — це підмножина афективних розладів, у котрій люди, які мають нормальне психічне здоров'я протягом більшої частини року, виявляють депресивні симптоми щороку у той же час, зазвичай восени-взимку. Хворі можуть спати забагато або мати знижену енергійність. Стан в літній час може включати підвищену тривожність. Сезонний афективний розлад спричинює та посилює депресію та тривожні розлади.
В DSM-IV і DSM-V статус САР було змінено: він уже не класифікується як унікальний афективний розлад, а є специфікованим видом рекурентного великого депресивного розладу під специфікацією «з сезонним характером», що вражає у певний час року і повністю зникає в інший.
Причини САР пов'язують з недостатньою інсоляцією та нестачею вітаміну D в холодний сезон, у північних широтах чи місцевостях, де люди споживають мало цього вітаміну (наприклад, з рибою).
Лікування полягає в терапії яскравим світлом; також ефективні вживання вітаміну D та загальні методи терапії депресії (фізичні вправи, антидепресанти).
Попри початковий скептицизм у медичних колах, цей стан, формально описаний у 1984 році Норманом Розенталем, визнається поширеним захворюванням.
САР має від 1,4 % (Флорида) до 9,9 % (Аляска) населення США, 20% населення Ірландії, 10% населення Нідерландів. В Ісландії захворюваність нетипово низька для настільки північної широти. Менше хворіють також в Японії. Жінки вразливіші до САР за чоловіків.

## Епідеміологія
Жінок із САР більше, ніж чоловіків. САР має від 1,4 % (Флорида) до 9,9 % (Аляска) населення США.

### Скандинавські країни
Зимова депресія є звичайним спадом в настрої деяких жителів та жительок більшості скандинавських країн. Вона була вперше описана в 6-му столітті готським вченим Йорданом у праці «Гетика», де він описував жителів Скандзи (Скандинавії). Ісландія, між тим, здається, є винятком. Дослідження там понад 2000 осіб виявило несподівано низьку поширеність САР та сезонні зміни в тривожності та депресії для обох статей. Припускається, що схильність до САР може відрізнятися залежно від певних генетичних факторів у ісландській популяції. Дослідження канадських людей повністю ісландського походження також показали низький рівень САР. Відносно нещодавно висловлено припущення, що це може бути пов'язано з великою кількістю риби, традиційно вживаної населенням Ісландії (біля 90 кг на людину в рік (2007) порівняно з 24 кг/рік для США та Канади); подібна аномалія відзначається в Японії, де щорічне споживання риби в останні роки складає в середньому близько 60 кг на душу населення. Риба має високий вміст вітаміну D, а також містить докозагексаєнову кислоту, помічну при різних неврологічних дисфункціях.

### Інші регіони
На Алясці САР має близько 8,9 % людей, і близько 24.9 % для субсиндромального (пом'якшеного) САР.
Близько 20% населення Ірландії має САР (за даними опитування 2007 року). Опитування також показало, що жінки більш схильні бути враженими САР, ніж чоловіки. Близько 10% населення Нідерландів має САР.

## Історія
САР був вперше систематично описаний на початку 1980-х доктором медицини Норманом Розенталем і його командою з Національного інституту психічного здоров'я (National Institute of Mental Health, NiMH). Мотивуючись спочатку бажанням виявити причину власного досвіду депресії (зацікавившись, чому став млявим узимку після переїзду з сонячної Південної Африки до хмарного взимку Нью-Йорку) і припустивши, що вона і скороченні доступного природного світла, Розенталь почав експериментувати, збільшуючи вплив штучного світла, а потім з командою і задокументували феномен сезонної депресії у плацебо-контрольованому дослідженні з використанням світлотерапії. Результати цього дослідження були опубліковані в 1984 році, де вперше й пропонувався діагноз сезонного афективного розладу. Хоча ідеї Розенталя спочатку були зустрінуті зі скептицизмом, САР став широковідомим, і його книга Зимовий Блюз (Winter Blues, 1993) стала стандартним вступом до предмета.
Дослідження САР в США почалися в 1979 році, коли інженер-дослідник Герб Керн (Herb Kern) помітив, що відчував себе пригніченим протягом зимових місяців. Керн підозрював, що причиною була нестача світла взимку, і обговорив ідею з вченими з Національного інституту психічного здоров'я, що працювали над тілесними ритмами. Заінтриговані, вони розробили лайтбокс для лікування депресії Керна. Керн відчув себе набагато краще протягом декількох днів лікування, як і інші хворі, ліковані тим же чином.
Також висловлювалось припущення, що САР впливає на ризиковану поведінку, і люди з САР більш схильні до обережних інвестицій, чи то фінансових, чи наукових.

## Ознаки і симптоми
САР — це тип великої депресії, і хворі можуть виявляти будь-які супутні симптоми, такі як відчуття безнадійності і нікчемності, думки про самогубство, втрата інтересу до діяльності, відхід від соціальної взаємодії, проблеми зі сном і апетитом, труднощі з концентрацією уваги і прийняттям рішень, зниження лібідо, занепад сил або занепокоєння (ажитацію). Симптоми зимового САР часто включають пересипання або ускладнене прокидання вранці, нудоту і схильність до переїдання, нерідко з потягом до вуглеводів, що призводить до збільшення ваги. САР, як правило, асоцієються з зимовою депресією, проте не є рідкісними і весняна млявість або інші сезонні зміни настрою. Хоча окремі випадки відрізняються, на відміну від зимового афективного розладу, люди, які переживають депресію навесні і влітку, більш імовірно демонструють такі симптоми, як безсоння, зниження апетиту і втрата ваги, збудження або занепокоєння.

### Біполярний розлад
З сезонним характером — це специфікатор для біполярних і пов'язаних розладів, у тому числі біполярного розладу I і II типів. Більшість людей з САР переживають великий депресивний розлад, але близько 20 % можуть мати біполярний розлад. Діагнози важливо розрізняти, бо в лікуванні є важливі відмінності. У цих випадках люди зі специфікатором «сезонний характер» можуть переживати депресивні епізоди як частину значного депресивного розладу, або в контексті біполярного розладу протягом зими, а влітку відновлюватися. Близько 25 % хворих з біполярним розладом можуть виявляти ознаки зимової депресії, асоційовані з біполярним розладом II типу, швидкою зміною фаз (rapid cycling), розладами харчової поведінки і частими депресивними епізодами. Гендер відображає чіткі клінічні особливості, пов'язані з сезонністю: чоловіки частіше демонструють біполярний розлад II типу і більше число депресивних епізодів, а жінки — швидку зміну фаз і розлади харчової поведінки.

## Причини

### Еволюційні
У багатьох видів у зимові місяці у відповідь на обмеження доступної їжі, зменшення сонячного світла (особливо для денних тварин) і труднощі виживання в холодну погоду знижується активність. Сплячка — це крайній приклад, але навіть види, які не впадають у неї, часто демонструють зміни в поведінці в зимовий період. Імовірно, що протягом більшої частини людської передісторії їжі не вистачало, і тенденція до зниженого настрою протягом зимових місяців могла бути адаптивною, зменшуючи необхідність споживання калорій. Те, що жінок із САР більше, ніж чоловіків, наштовхує на думку, що ця реакція може теж якось регулювати розмноження.

#### Фізіологічні
Пропонувались також різні безпосередні причини. Одна з можливостей в тому, що САР пов'язаний з браком серотоніну, а поліморфізм серотоніну може грати роль в САР, хоча це не дискутувалось. Нездатність мишей перетворювати серотонін в N-ацетилсеротонін (з допомогою серотонін N-ацетилтрансферази) пов'язана з виразами «депресивно-типової» (depression-like) поведінки, і антидепресанти, такі як флуоксетин, збільшують кількість серотонін-N-ацетилтрансферази, результатом чого антидепресивний (antidepressant-like) ефект.
Інша теорія пропонує причину, пов'язану з мелатоніном, який виробляється в напівтемряві і темряві шишкоподібною залозою, оскільки існують прямі зв'язки, через ретиногіпоталамічний тракт і супрахіазматичне ядро, між сітківкою і шишкоподібною залозою. Секреція мелатоніну знаходиться під контролем ендогенного циркадного годинника, але також може бути придушена яскравим світлом.

#### Особистісні
Деякі люди можуть бути схильні до САР на основі особистісних рис. Кореляції між певними рисами, більш високий рівень невротизму, екстраверсії, відкритості новому досвіду і орієнтованого на уникання копінг-стилю є спільними для САР.

## Патофізіологія
Сезонні коливання настрою, як вважається, пов'язані зі світлом (кількістю інсоляції в різні місяці року). Аргументом за цю точку зору є ефективність терапії яскравим світлом. САР значно присутній (9,5 %) в широтах арктичного регіону, таких, як Північна Фінляндія (64°00' пн. ш.). Хмарний покрив може сприяти негативним наслідкам САР. Існують докази того, що багато хворих із САР мають сповільнений циркадний ритм і що лікування яскравим світлом виправляє ці затримки, що може бути відповідальним за покращення.
Симптоми САР схожі з дистимічними або навіть симптомами великого депресивного розладу. Існує також потенційний ризик самогубства у деяких хворих, котрі зазнають САР. Одне дослідження повідомляє, що 6-35 % хворих потребували госпіталізації протягом одного періоду хвороби. Часом хворі можуть не почувати себе пригніченими, але мати нестачу енергії для виконання повсякденної діяльності.

## Діагностика
За даними Американської психіатричної асоціації в DSM-IV сезонний афективний розлад не розглядається як окремий. Він називається «специфікатором протікання хвороби» (course specifier) і може застосовуватись як додатковий опис картини значного депресивного епізоду у хворих зі великим депресивним розладом і людей з біполярним розладом.
«Специфікатор сезонного протікання» (Seasonal Pattern Specifier) повинен відповідати чотирьом критеріям:
- депресивні епізоди в певну пору року;
- ремісії або манії/гіпоманії в характерний час року;
- ці закономірності мають існувати два роки без несезонних значних депресивних епізодів за той же період;
- і ці сезонні депресивні епізоди чисельно переважають інші депресивні епізоди протягом усього життя пацієнтки чи пацієнта.

В МКХ-10 сезонна депресія фігурує під кодом F33 (Рекурентний депресивний розлад) та F33.9 (Рекурентний депресивний розлад, неуточнений).
Клініка Майо (Mayo Clinic) описує три типи сезонного афективного розладу, кожен зі своїм власним набором симптомів.
Субсиндромальний сезонний афективний розлад, ССАР (Subsyndromal Seasonal Affective Disorder, SSAD) є пом'якшеною формою САР, що вражає близько 14.3 % (проти 6.1 % САР) населення США. Почуття пригніченості, характерне водночас для САР і ССАР, зазвичай можна послабити чи усунути за допомогою фізичних вправ і збільшення активності на свіжому повітрі, особливо в сонячні дні, що призводить до збільшення сонячного впливу (solar exposure). Зв'язки між людським настроєм і рівнями енергії та порами року добре задокументовані навіть у здорових людей.

## Лікування

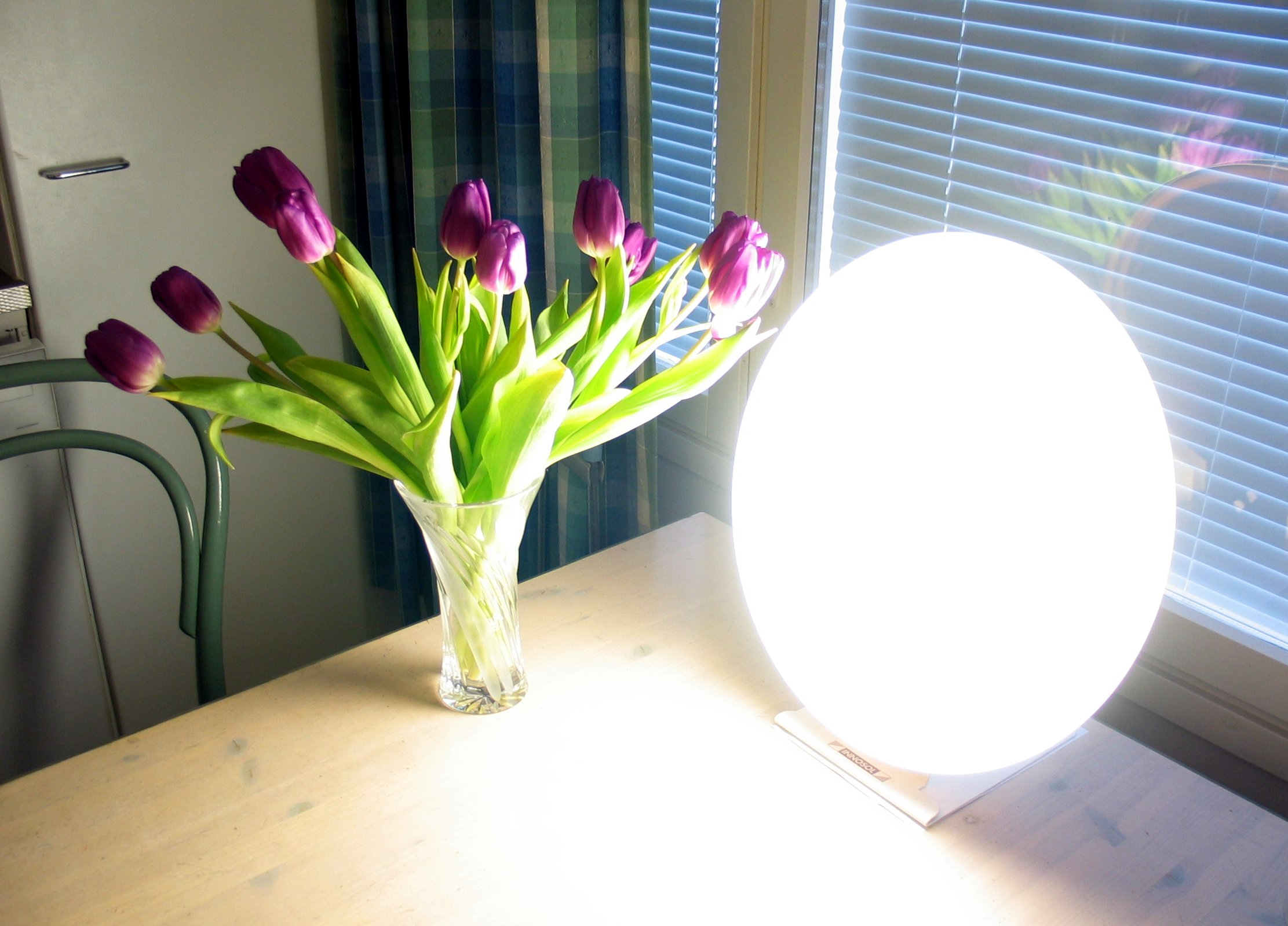
Лампа в 30 кГц Innosol Rondo випромінює 10 000 люкс на відстані в 25 см.

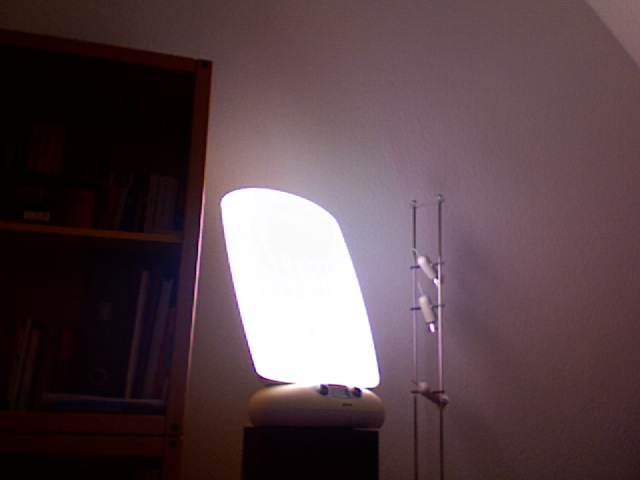
Один з типів лампи для світлотерапії

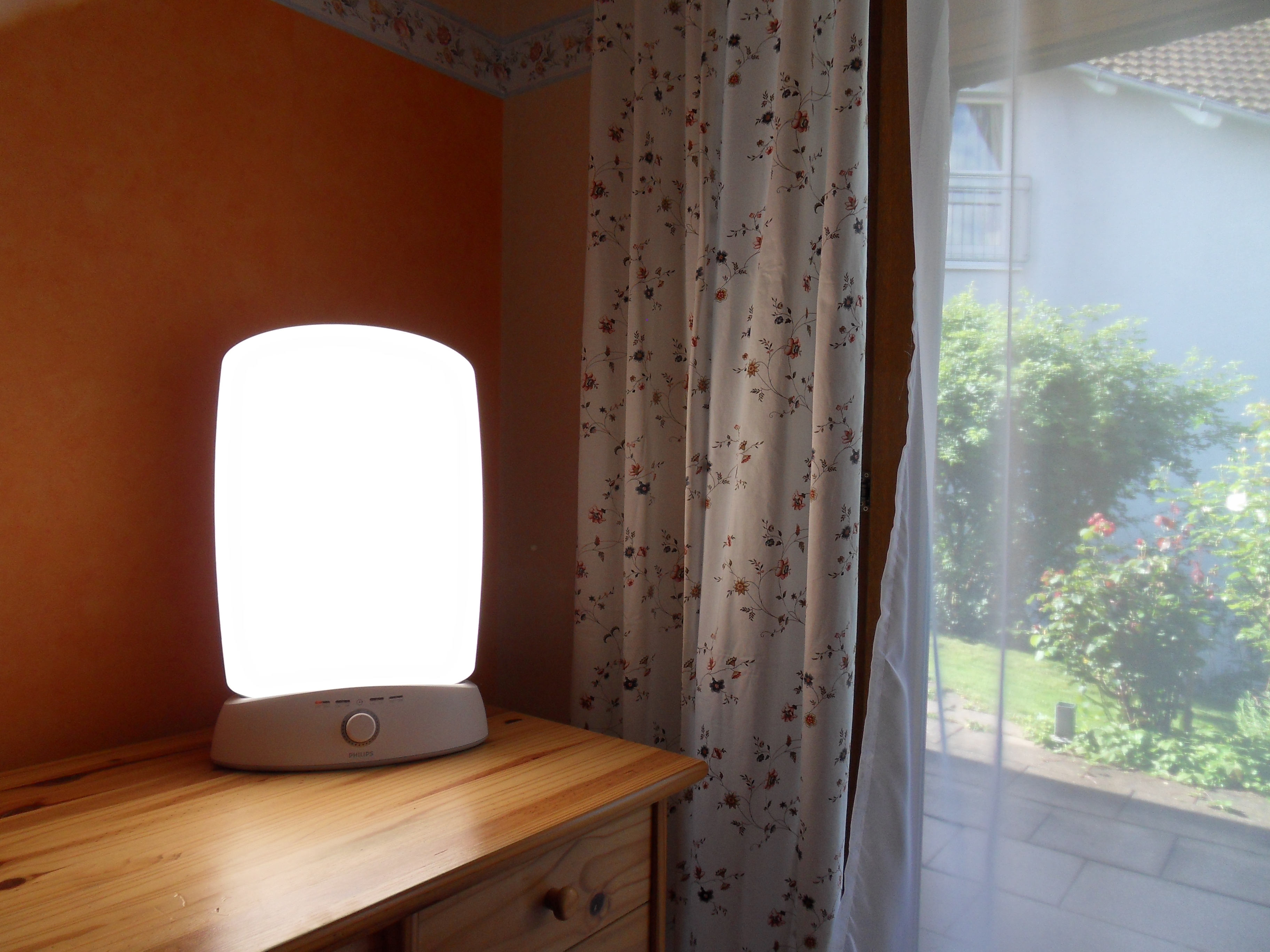
Температура та інтенсивність світла лайтбоксу порівняна з непрямим сонячним смітлом у тіні крізь білу тюль (біля 11:00).

Лікування для класичного (зимового) та іншосезонного афективного розладу включає світлолікування, медикаментозне лікування, психотерапію (зокрема, когнітивно-поведінкову) і ретельно прораховані добавки вітаміну Д, гормону мелатоніну, а також експериментальні методи, такі як аероіонотерапія. 
В залежності від пацієнта(-ки), один метод (наприклад, лайтбокс) може використовуватись в поєднанні з іншими (наприклад, медикаменти).
Настільні лампи стабільного білого світла можуть використовуватись для ствітлотерапії при сезонній депресії.

### Світлова терапія
Пов'язані з фотоперіодизмом зміни тривалості секреції мелатоніну можуть впливати на сезонні цикли настрою при САР. Це означає, що світлова терапія може бути ефективним лікуванням сезонної депресії. Вона включає терапію лайтбоксом, симуляцію світанку та геліотерапію (використання природних сонячних променів). Регулярна світлотерапія, рекомендована в першій половині дня, усуває симптоми САР, зменшує денну сонливість та покращує настрій. Світлова терапія також використовується для терапії несезонної депресії, для профілактики та лікування неврозів, викликаних сезонною депресією.

#### Природне світло
Світлолікування може починатися з сонячних променів: або проводячи більше часу надворі, або за допомогою керованого комп'ютером геліостата, що спрямовує сонячне світло у вікна будинку чи офісу. Хоча світлова терапія є провідною в лікуванні САР, тривалого впливу прямих сонячних променів або штучного світла, які не блокують ультрафіолет, слід уникати через загрозу раку шкіри.

#### Лайтбокси
Під час неї використовується лайтбокс (спеціальна лампа стабільного світла), що випромінює набагато більше люменів, ніж звичайні лампи розжарювання. Використовується:
- яскраве біле світло повного спектру[en] освітленістю в 10 000 люкс (йому історично надавалась перевага);
- синє світло з довжиною хвилі 480 нм при 2500 люкс;
- зелене (насправді бірюзове або синьо-зелене[50]) світло з довжиною хвилі 500 нм при 350 люкс.[51][52] Дослідження, опубліковане в 2010 році, свідчить про те, що синє світло, часто застосовуване для лікування САР, можливо, слід замінити зеленим або білим.[53]

Терапія яскравим світлом ефективна при положенні сидячи на приписаній відстані (зазвичай 30-60 см), перед лампою з відкритими очима, але не дивлячись на джерело світла, протягом 30-60 хвилин. При високій чутливості та подразливості очей до світла застосовують більш м'які режими світлотерапії, наприклад, світлову терапію тривалістю в 1 годину при освітленості 5000 люкс.
Необхідним є дослідження детальніших схем. Одне дослідження виявило, що близько 69 % хворих знайшли лікування лайтбоксом незручним, а 19 % через це припинили його.

#### Симуляція світанку
Симуляція світанку також довела свою ефективність; у деяких дослідженнях вона показує на 83 % кращу реакцію порівняно з іншими видами світлолікування. При порівнянні з негативною іонізацією повітря, яскраве світло має 57 % ефекту проти симуляції світанку 50 %. Хворі, що приймають світлову терапію, можуть відчувати полегшення протягом першого тижня, але очевидні результати з'являються при застосуванні протягом кількох тижнів. Більшість досліджень доводять ефективність світлової терапії без використання цілий рік, а як сезонного кількатижневого лікування, поки частий вплив освітленості не настане природним чином.

### Вітамін D
Низький рівень вітміну пов'язаний зі значним ризиком виникнення САР. Інше пояснення полягає в тому, що рівні вітаміну D занадто низькі, коли люди не отримують достатньо ультрафіолету-B на шкіру. Сюди ж відноситься пояснення низьких рівнів САР в Ірландії та Японії, де споживають багато риби, багатої вітаміном D. Альтернативою використанню яскравого світла в такому випадку є прийом добавок з вітаміном D. Однак, дослідження не показали зв'язку між рівнем вітаміну D і депресивними симптомами у літніх китайців та китаянок та серед літніх британських жінок.
Для терапії САР після аналізу крові на актуальний рівень вітаміну D підбирають оптимальну його дозу. Вітамін D призначають у дозах 2,000 — 5,000 IU в залежності від дефіциту та засвоюваності організмом. В деяких випадках значного дефіциту доза може бути вищою, але не вищою 10,000 IU.

### Фізична активність
Фізичні вправи показали себе ефективною формою терапії депресії, особливо в комбінації з іншими формами лікування САР. Виражений ефект для лікування депресивних симптомів дає поєднанні регулярних занять і світлолікування. У хворих, яким до їх процедур були додані 20-хвилинні аеробні велозаняття протягом дня разом з одночасним ультрафіолетовим світлом такої ж тривалості, демонстрували швидке відновлення.

### Фармакологія
Антидепресанти групи СІЗЗС (селективні інгібітори зворотного захоплення серотоніну) довели свою ефективність в лікуванні САР. Ефективними є флуоксетин, сертралін, або пароксетин. Як флуоксетин, так і світлова терапія, на 67 % ефективні при лікуванні САР, згідно з прямими порівняльними дослідженнями (direct head-to-head trials) 2006 року. Використовувались протоколи світлової терапії, де спостерігалося попереднє клінічне поліпшення, як правило, протягом 1 тижня після початку лікування. Бупропіон пролонгованої дії запобігав САР для однієї особи з восьми, але безпосередніх порівнянь його з іншими варіантами профілактики не проводилось.
Модафініл може бути ефективним і добре переноситись хворими із САР / зимовою депресією.

### Аероіонотерапія
Аероіонотерапія, що включає звільнення заряджених частинок в середовищі сну, ефективна в 47.9 %, якщо негативних іонів достатня щільність (кількість).